# BMG Rights Management
BMG Rights Management è un'etichetta discografica del gruppo Bertelsmann, nata nel 2008 ed erede della BMG (Bertelsmann Music Group).

## Artisti
- Avril Lavigne
- Marcella Bella
- Marco Masini
- Francesco Gabbani
- Red Canzian
- Baustelle
- Breaking Benjamin
- Francesco Bianconi
- Paolo Conte
- Lenny Kravitz
- Giulia Mutti
- Fabio Ilacqua
- Prodigy
- Nick Cave & The Bad Seeds
- Kylie Minogue
- A Perfect Circle
- Netta Barzilai
- Damon Albarn
- Ditonellapiaga
- Donatella Rettore
- apl.de.ap
- The Asteroids Galaxy Tour
- Thomas Azier
- Backstreet Boys
- Blink-182
- Kevin Barnes
- James Newman
- Jim Beanz
- John Benitez
- Blondie
- David Bowie
- Bush
- The Civil Wars
- John Denver
- Kara DioGuardi
- The Dø
- Duran Duran
- Estelle
- Evanescence
- Carl Falk
- Foo Fighters
- Toby Gad
- Gentle Giant
- Gorillaz
- Kina Grannis
- Cee Lo Green
- Viktoria Hansen
- Haudegen
- Deaf Havana
- The Horrors
- IAMX
- Francesco Guccini
- Billy Idol
- Iggy Pop
- Wayne Jackson
- Rodney Jerkins
- Virginia Jetzt!
- Quincy Jones
- Karpatenhund
- Amy Lee
- John Legend
- Hillary Lindsey
- The Maccabees
- Bruno Mars
- Simona Molinari
- MC Hammer
- MGMT
- Morrissey
- Gerry Rafferty
- Kevin Rowland
- Rizzle Kicks
- Kings of Leon
- Nate Mendel
- Matt Nathanson
- Nena
- New York Dolls
- Niccolò Fabi
- Northern Lite
- Marlon Roudette
- Matt Schwartz
- Of Montreal
- Roy Orbison
- Outkast
- Prinz Pi
- Portishead
- Senses Fail
- Sex Pistols
- Al Shux
- Pat Smear
- Vincent Stein
- Sweet
- Tears for Fears
- Ten Years After
- Jethro Tull
- Frank Turner
- Will.i.am
- Dan Wilson
- ZZ Top
- The Cranberries
- Louis Tomlinson
- 5 Seconds of Summer
- Angelina Mango (2023-2024)
- Caparezza